# Anthony Seibold
Pour les articles homonymes, voir Seibold.

a Compétitions nationales et continentales officielles uniquement.

Anthony Seibold, né le 3 octobre 1974 à Rockhampton (Australie), est un joueur et entraîneur australien de rugby à XIII évoluant au poste de pilier ou de deuxième ligne. En tant que joueur, il débute à Brisbane, avant de s'expatrier en France à Saint-Esteve, il revient ensuite en Australie à Canberra avant de partir en Angleterre pour les London Broncos et Hull KR entrecoupée d'un intermède à Ipswich en Australie.
Après sa carrière de joueur, il devient entraîneur, d'abord en tant qu'adjoint de Craig Bellamy à Melbourne puis à Manly-Warringah et South Sydney, et en parallèle le Queensland. Il est désigné entraîneur en chef des Rabbitohs de South Sydney en 2018 puis des Broncos de Brisbane en 2019

## Palmarès
- Individuel :
  - Nommé meilleur entraîneur de la National Rugby League : 2018 (South Sydney).

### Détails en club
| Année                                                                                   | Année | Club                       | Compétition | Saison régulière | Saison régulière | Saison régulière | Saison régulière | Saison régulière | Phase finale | Phase finale | Phase finale | Phase finale | Phase finale |
| Année                                                                                   | Année | Club                       | Compétition | Class.           | MJ               | V.               | N.               | D.               | Perf.        | MJ           | V.           | N.           | D.           |
| 2018                                                                                    | 2018  | South Sydney Rabbitohs     | NRL         | 3e               | 24               | 16               | 0                | 8                | Finale prél. | 3            | 1            | 0            | 2            |
| 2019                                                                                    | 2019  | Brisbane Broncos           | NRL         | 8e               | 24               | 11               | 1                | 12               | 1er tour     | 1            | 0            | 0            | 1            |
| 2020                                                                                    | 2020  | Brisbane Broncos           | NRL         | 16e              | 13               | 3                | 0                | 10               | -            | -            | -            | -            | -            |
| En 2020, Anthony Seibold est licencié des Brisbane Broncos avant la 14e journée de NRL. |       |                            |             |                  |                  |                  |                  |                  |              |              |              |              |              |
| De 2020 à 2022, Anthony Seibold n'occupe pas de poste d'entraîneur en chef              |       |                            |             |                  |                  |                  |                  |                  |              |              |              |              |              |
| 2023                                                                                    | 2023  | Manly-Warringah Sea Eagles | NRL         | 12e              | 24               | 11               | 1                | 12               | Non qualifié | -            | -            | -            | -            |
| 2024                                                                                    | 2024  | Manly-Warringah Sea Eagles | NRL         | 7e               | 24               | 13               | 1                | 10               | 2e tour      | 2            | 1            | 0            | 1            |
| 2025                                                                                    | 2025  | Manly-Warringah Sea Eagles | NRL         | -                | -                | -                | -                |                  | -            | -            | -            | -            | -            |